# Rachesa
Rachesa este un gen de molii din familia Saturniidae. 

## Specii
- Rachesa adusta (W. Rothschild, 1907)
- Rachesa alegrensis Brechlin & Meister, 2011
- Rachesa breteuili (Bouvier, 1927)
- Rachesa chrisbrechlinae Brechlin & Meister, 2011
- Rachesa lampei Brechlin & Meister, 2011
- Rachesa nisa (Druce, 1904)
- Rachesa reventador Lemaire, 1975
- Rachesa sinjaevorum Brechlin & Meister, 2011
- Rachesa viksinjaevi Brechlin & Meister, 2011